# Gran Premio motociclistico di Svezia 1976
Il Gran Premio motociclistico di Svezia fu l'ottavo appuntamento del motomondiale 1976.
Si svolse il 25 luglio 1976 sul Circuito di Anderstorp alla presenza di 30.000 spettatori. Corsero le classi 50, 125, 250 e 500.
In 500 Teuvo Länsivuori comandò a lungo la gara prima di rallentare per l'allentamento del forcellone; vinse Barry Sheene, che si aggiudicò anche il titolo iridato. Alex George fu penalizzato di un minuto per partenza anticipata.
Paolo Pileri andò in testa alla gara della 250 con la sua Morbidelli, prima di ritirarsi per grippaggio. Ritirato anche Walter Villa per problemi alle candele, vinse Takazumi Katayama, che si portò in testa al campionato (il team Harley-Davidson fece reclamo per l'eccessiva rumorosità della moto del giapponese, ma fu respinto).
Tra le Morbidelli 125 di Pier Paolo Bianchi (1°) e Paolo Pileri (3°) si piazzò Ángel Nieto. Lo spagnolo vinse la gara della 50 in volata su Ulrich Graf.

## Classe 500
30 piloti alla partenza, 17 al traguardo.

### Arrivati al traguardo
| Pos | Pilota              | Moto      | Tempo       | Punti |
| --- | ------------------- | --------- | ----------- | ----- |
| 1   | Barry Sheene        | Suzuki    | 48' 20" 735 | 15    |
| 2   | Jack Findlay        | Suzuki    | +34" 178    | 12    |
| 3   | Chas Mortimer       | Suzuki    | +34" 232    | 10    |
| 4   | Teuvo Länsivuori    | Suzuki    | +34" 869    | 8     |
| 5   | Stu Avant           | Suzuki    | +35" 938    | 6     |
| 6   | Philippe Coulon     | Suzuki    | +37" 350    | 5     |
| 7   | Víctor Palomo       | Yamaha    | +46" 690    | 4     |
| 8   | Karl Auer           | Yamaha    | +46" 743    | 3     |
| 9   | Tom Herron          | Yamaha    | +1' 16" 116 | 2     |
| 10  | John Newbold        | Suzuki    | +1' 27" 686 | 1     |
| 11  | Alex George         | Suzuki    | +1' 37" 841 |       |
| 12  | Marcel Ankoné       | Suzuki    | +1' 41" 837 |       |
| 13  | Jean-François Baldé | Yamaha    | +1' 43" 146 |       |
| 14  | Kaj Jensen          | Yamaha    | +1 giro     |       |
| 15  | Marco Lucchinelli   | Suzuki    | +1 giro     |       |
| 16  | Bosse Granath       | Husqvarna | +1 giro     |       |
| 17  | Goran Alden         | Suzuki    | +2 giri     |       |

## Classe 250
30 piloti alla partenza, 18 al traguardo.

### Arrivati al traguardo
| Pos | Pilota            | Moto            | Tempo       | Punti |
| --- | ----------------- | --------------- | ----------- | ----- |
| 1   | Takazumi Katayama | Yamaha          | 50' 30" 009 | 15    |
| 2   | Dieter Braun      | Yamaha          | +9" 139     | 12    |
| 3   | Gianfranco Bonera | Harley-Davidson | +9" 492     | 10    |
| 4   | Pentti Korhonen   | Yamaha          | +11" 776    | 8     |
| 5   | Chas Mortimer     | Maxton-Yamaha   | +12" 058    | 6     |
| 6   | Tom Herron        | Yamaha          | +21" 527    | 5     |
| 7   | Bruno Kneubühler  | Yamaha          | +21" 839    | 4     |
| 8   | Leif Gustafsson   | Yamaha          | +28" 551    | 3     |
| 9   | Tapio Virtanen    | MZ              | +48" 142    | 2     |
| 10  | Patrick Pons      | Yamaha          | +53" 558    | 1     |
| 11  | Jon Ekerold       | Yamaha          | +58" 790    |       |
| 12  | Henk van Kessel   | Yamaha          | +1' 01" 077 |       |
| 13  | Kjell Solberg     | Yamaha          | +1' 10" 870 |       |
| 14  | Pekka Nurmi       | Yamaha          | +1' 12" 077 |       |
| 15  | Alf Graarud       | Yamaha          | +1' 12" 961 |       |
| 16  | Bosse Granath     | Yamaha          | +1' 28" 767 |       |
| 17  | Ken Nemoto        | Yamaha          | +1 giro     |       |
| 18  | Sture Smith       | SVH Yamsel      | +1 giro     |       |

## Classe 125
30 piloti alla partenza, 19 al traguardo.

### Arrivati al traguardo
| Pos | Pilota                 | Moto       | Tempo       | Punti |
| --- | ---------------------- | ---------- | ----------- | ----- |
| 1   | Pier Paolo Bianchi     | Morbidelli | 48' 33" 424 | 15    |
| 2   | Ángel Nieto            | Bultaco    | +25" 720    | 12    |
| 3   | Paolo Pileri           | Morbidelli | +38" 692    | 10    |
| 4   | Leif Gustafsson        | Yamaha     | +38" 743    | 8     |
| 5   | Henk van Kessel        | AGV-Condor | +51" 714    | 6     |
| 6   | Gert Bender            | Bender     | +1' 21" 724 | 5     |
| 7   | Jean-Louis Guignabodet | Morbidelli | +1 giro     | 4     |
| 8   | Per-Edvard Carlson     | Morbidelli | +1 giro     | 3     |
| 9   | Matti Kinnunen         | Maico      | +1 giro     | 2     |
| 10  | Lennart Lindell        | Morbidelli | +1 giro     | 1     |
| 11  | Johnny Svensson        | Bastard    | +1 giro     |       |
| 12  | Roland Olsson          | Syntema    | +1 giro     |       |
| 13  | Rolf Blatter           | Maico      | +1 giro     |       |
| 14  | Hans-Jürgen Hummel     | Morbidelli | +2 giri     |       |
| 15  | Goran Alden            | Maico      | +2 giri     |       |
| 16  | Jan Bäckström          | Maico      | +2 giri     |       |
| 17  | Ulrich Graf            | Yamaha     | +2 giri     |       |
| 18  | Steen Ahrentzen        | Maico      | +3 giri     |       |
| 19  | Juliaan Vanzeebroeck   | Morbidelli | +6 giri     |       |

## Classe 50
20 piloti alla partenza, 14 al traguardo.

### Arrivati al traguardo
| Pos | Pilota             | Moto           | Tempo       | Punti |
| --- | ------------------ | -------------- | ----------- | ----- |
| 1   | Ángel Nieto        | Bultaco        | 32' 09" 392 | 15    |
| 2   | Ulrich Graf        | Kreidler       | +1" 023     | 12    |
| 3   | Eugenio Lazzarini  | UFO-Morbidelli | +15" 115    | 10    |
| 4   | Herbert Rittberger | Kreidler       | +47" 953    | 8     |
| 5   | Hans-Jürgen Hummel | Kreidler       | +59" 045    | 6     |
| 6   | Robert Lavér       | Kreidler       | +1' 06" 495 | 5     |
| 7   | Engelbert Kip      | Kreidler       | +1' 15" 410 | 4     |
| 8   | Gerrit Strikker    | Kreidler       | +1' 17" 839 | 3     |
| 9   | Theo Timmer        | Kreidler       | +1' 22" 639 | 2     |
| 10  | Rolf Blatter       | Kreidler       | +1' 27" 531 | 1     |
| 11  | Aldo Pero          | Kreidler       | +1 giro     |       |
| 12  | Günter Schirnhofer | Kreidler       | +1 giro     |       |
| 13  | Ove Skifjeld       | Kreidler       | +1 giro     |       |
| 14  | Janos Meszaros     | Kreidler       | +1 giro     |       |

## Fonti e bibliografia
- (EN) Chris Carter (a cura di), Motocourse 1976-77, Richmond, Surrey, Hazleton Securities Ltd, 1976,  pp. 100-105, ISBN 0-905138-02-3.